# プレリュード・トゥ・ザ・ミレニアム
『プレリュード・トゥ・ザ・ミレニアム』（Prelude to the Millennium）は、アメリカ合衆国のプログレッシブ・メタル・バンド、シンフォニー・エックスが1998年に発表したコンピレーション・アルバム。

## 概要
シンフォニー・エックス初のコンピレーション・アルバム。収録曲は本作のリリース当時に発表されていた1stから4thまでのスタジオ・アルバムから選曲されており、唯一1st『シンフォニー・エックス』から選曲された1曲目の「Masquerade」はオリジナル音源ではなく、ラッセル・アレンがボーカルを務める完全再録ヴァージョンが収録されている。

## 収録曲
| #         | タイトル                                                                        | 作詞  | 作曲・編曲 | 時間  |
| --------- | ------------------------------------------------------------------------------- | ----- | ---------- | ----- |
| 1.        | 「Masquerade '98」(オリジナル音源：1st、ラッセル・アレンによる再録ヴァージョン) |       |            | 6:01  |
| 2.        | 「A Winter's Dream - Prelude (Part I)」(オリジナル音源：2nd)                    |       |            | 3:03  |
| 3.        | 「The Damnation Game」(オリジナル音源：2nd)                                     |       |            | 4:32  |
| 4.        | 「Dressed to Kill」(オリジナル音源：2nd)                                        |       |            | 4:44  |
| 5.        | 「Of Sins and Shadows」(オリジナル音源：3rd)                                    |       |            | 4:56  |
| 6.        | 「Sea of Lies」(オリジナル音源：3rd)                                            |       |            | 4:18  |
| 7.        | 「Out of the Ashes」(オリジナル音源：3rd)                                       |       |            | 3:39  |
| 8.        | 「The Divine Wings of Tragedy」(オリジナル音源：3rd)                            |       |            | 20:41 |
| 9.        | 「Candlelight Fantasia」(オリジナル音源：3rd)                                   |       |            | 6:42  |
| 10.       | 「Smoke and Mirrors」(オリジナル音源：4th)                                      |       |            | 6:12  |
| 11.       | 「Through the Looking Glass (Part I, II, III)」(オリジナル音源：4th)            |       |            | 13:04 |
| 合計時間: | 合計時間:                                                                       | 77:52 |            |       |

- オリジナル音源が収録されたスタジオ・アルバム
  - 1st:『シンフォニー・エックス』
  - 2nd:『ザ・ダムネイション・ゲーム』
  - 3rd:『ザ・ディヴァイン・ウィングス・オブ・トラジディ』
  - 4th:『トワイライト・イン・オリンポス』

## 参加ミュージシャン
- ラッセル・アレン (ボーカル)
- マイケル・ロメオ (ギター)
- トーマス・ミラー (ベース)
- ジェイソン・ルロ (ドラムス〈#1 - #9〉)
- トーマス・ウォーリング (ドラムス〈#10,#11〉)
- マイケル・ピネーラ (キーボード)